# Poesia scaldica

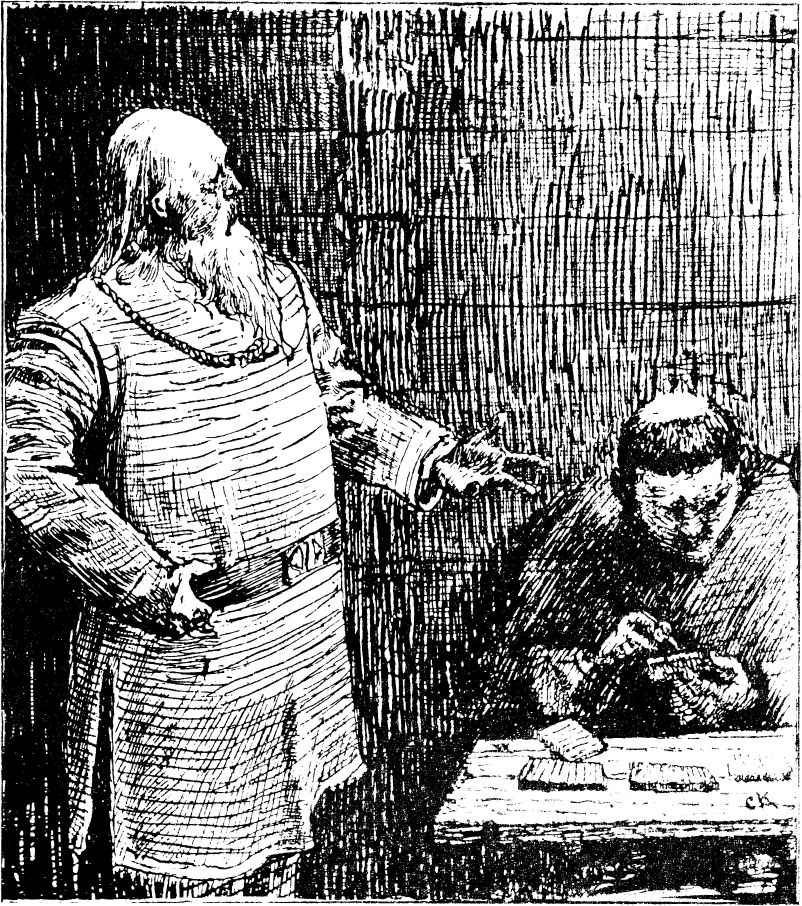
Snorri Sturluson detta le sue opere, incisione di Christian Krohg. Le sue opere furono fondamentali nel fissare e tramandare la tradizione scaldica attraverso i suoi testi

La poesia scaldica è la poesia composta dagli scaldi, poeti delle corte scandinave.  
Si contrappone alla poesia eddica. Infatti, mentre i versi eddici, nella loro tipicità, e in perfetta sintonia con le storie mitologiche o eroiche che narravano, erano semplici, sia in termini di contenuti che di stile e metrica, i versi scaldici, al contrario, erano complessi, intricati, e composti spesso come omaggio ad un particolare sire. 

## Paternità delle opere
A differenza di molte altre forme letterarie di quell'epoca, le creazioni della poesia scaldica sono attribuibili a particolari autori, e tali attribuzioni poggiano su ragionevoli basi di certezza, dal momento che molti scaldi erano uomini influenti e potenti, e per questo perfino noti da un punto di vista biografico.

## Forma della poesia scaldica
Un tipo fondamentale di verso incidentale trovato nelle saghe è il drápa contenente tipicamente un ritornello. 
Il verso più leggero della poesia scaldica era chiamato flokkr. 
Un altro verso scaldico incidentale, che si rinviene nelle saghe e nelle storie, include il lausavísur, che è una singola stanza del dróttkvætt improvvisata al momento per l'occasione che aveva ispirato la poesia.
Gli scaldi componevano anche satira (níðvísur) e, molto raramente, anche versi erotici (mansöngr).

## Metrica
Gli scaldi scrivevano i loro versi in varianti e dialetti del norreno. 
Tecnicamente, nei loro versi di solito si ritrova la forma del verso allitterativo, e quasi sempre si utilizzava la stanza dróttkvætt (nota anche come Court o Lordly Metre). Il dróttkvætt è in effetti il metro principale della poesia scaldica; ogni strofa è composta da otto senari.
Tre sillabe di ogni verso sono accentate, sebbene la sola regola che governa l'ordine di queste è che le ultime due sillabe devono formare un trocheo (una sillaba accentata seguita da una non accentata).
L'allitterazione lega i versi in gruppi di due. Il primo verso di ogni distico deve avere un'allitterazione e il verso successivo deve iniziare con una parola che corrisponda all'allitterazione.
Ci deve essere inoltre un caso di assonanza in ogni verso. I versi pari devono contenere un'assonanza debole tra due delle proprie sillabe, e le dispari un'assonanza forte. 

## Snorri Sturluson
Nello Skáldskaparmál, la terza parte dell'Edda in prosa Snorri si propone l'intento di spiegare e aiutare a comprendere l'arte scaldica. Letterariamente si tratta di un dialogo fittizio tra Ægir, il dio del mare, e Bragi, il dio della poesia (il cui nome è lo stesso dello scaldo Bragi Boddason, introdotto dallo stesso Snorri nella prima parte) che discorrono sulle vicende vissute dagli Æsir. In particolare, Ægir domanda spesso per quale motivo certi oggetti, per esempio l'oro, viene chiamato in poesia riscatto della lontra. Bragi risponde raccontanto il mito in cui Oðin, Loki e Hœnir, durante un viaggio, dopo aver ucciso incidentalmente una lontra che altri non era che il figlio del Nano Hreiðmarr, furono costretti a pagare il guidrigildo per l'uccisione con un anello d'oro, Andvaranautr. 
Questo e molti altri esempi di kenningar forniti dallo stesso Snorri dovevano servire non solo a spiegare miti che, nel suo periodo potevano essere stati dimenticati o non erano del tutto compresi, ma anche e soprattutto a formare gli scaldi che volevano cimentarsi in quest'arte. 
Anche nella Heimskringla, la raccolta di saghe sui primi re di Norvegia, Snorri inserisce moltissime poesie, alcune dalla composizione molto complessa, il cui intento però non era più "didattico" come nello Skáldskaparmál, bensì inserire poesie contemporanee ai re e agli avvenimenti di cui parlava. Vengono naturalmente dati anche i nomi degli scaldi che quelle poesie componevano, uomini pienamente inseriti nelle lotte militari e politiche al fianco o contro i re. Non si trattava quindi di personaggi avulsi dal loro contesto, degli "intellettuali odierni", ma che prendevano parte a quello che succedeva.

## Termini tecnici usati nella poesia scaldica
- Áttmælt (lett. pronunciato otto volte): una strofa dróttkvætt (vedi sotto) dove ognuno degli otto versi contengono una preposizione separata
- Drápa: vedi drápa
- Dróttkvætt: il metro più comune usato nella poesia scaldica con strofe di 8 versi senari, allitterazione regolare e hendingar
- Erfidrápa: poema encomiastico che commemorava persone decedute
- Flokkr: lungo componimento scaldico senza stef
- Fornyrðislag (lett. maniera/legge delle antiche parole): sviluppo dell'antica allitterazione proto-germanica. Si trova una forma simile sia nel Beowulf sia nell'Edda poetica e
- Hagmælt
- Hálfhnept
- Háttr (lett. modo, maniera): forma metrica
- Heiti (lett. nome, termine): è un sinonimo, una parola usata al posto di un'altra. Non può venir considerato una kenning perché quest'ultima usa un'intera frase, una perifrasi, per esprimere un concetto o identificare qualcosa, spesso mediante complicati rimandi mitologici. Il heiti, invece, utilizza soltanto un nome al posto di un altro. Tuttavia, Snorri Sturluson lo includeva tra le kenning, distinguendo tra "parole semplici" (ókend heiti, "parola senza qualifica") e "parole complesse" (kend heiti, "parola con attributo"). Alcuni heiti erano parole che non venivano mai usate in altri contesti per indicare quel concetto, perché rimossi dal vocabolario comune (per esempio salt "sale" al posto di sjór "mare").
- Helmingr (pl. helmingar): mezza strofa di quattro versi
- Hending (pl. hendingar)
- Hrynhent
- Höfuðstafr
- Íslendingasögur: vedi Saghe degli Islandesi
- Kenning: vedi kenning
- Klofastef
- Konungasögur: saga che parla di re
- Kviðuháttr
- Lausavísa (pl. lausavísur): composto da una singola strofa oppure da una serie di strofe che trattano argomenti non connessi. Quando venivano inserite nelle saghe erano introdotte dalla frase þá kvað, "come disse"
- Ljóðaháttr (lett. metro di una ballata): composta da strofe di quattro versi, tuttavia erano contemplate variazioni come il galdraháttr (metro degli incantesimi)
- Málaháttr (lett. metro del discorso): metro solitamente usato in una conversazione, in un dialogo poetico. I testi più famosi che adottano questo metro sono lo Hávamál e l'Atlakvíða
- Mansöngr (lett. canto d'amore): genere di poesia erotica
- Níð: accusa di codardia e di omosessualità passiva. Chi veniva accusato di níð era definito níðingr
- Nýgerving, nýgjörving
- Ofljóst (lett. troppo trasparente, eccessivamente chiaro): gioco di parole con l'uso di omonimi
- Rekit
- Runhent: forma metrica che usa la rima finale
- Skothending
- Slœmr: la parte conclusiva di un poema
- Stef: ritornello di un drápa
- Stefjabálkr
- Stefjamél
- Tøglag
- Tvíkent (lett. modificato/parafrasato due volte): un kenning in cui il soggetto è il kenning stesso
- Upphaf (lett. inizio): l'apertura di un poema scaldico
- Vísa (pl. vísur): strofa scaldica; spesso, quando è usata al plurale, indica un poema lungo senza ritornello
- Þáttr (lett. filo): componimento minore e indipendente solitamente inserito o collegato a una saga principale
- Þula (pl. þulur): lista di sinonimi poetici (heiti) in forma metrica

## Dróttkvætt
Era la forma più complessa nella poesia scaldica. Significa "poesia signorile" e viene annoverata tra le forme allitterative. La sua complessità consiste nell'inserire rime interne e altre assonanze. Ogni strofa dróttkvætt ha otto versi, ciascuno con sei sillabe, e quasi sempre la metrica adottata è un trocheo.

### Hrynhenda
Uno sviluppo tardo del dróttkvætt fu il hrynhenda, che consiste in otto sillabe per ogni verso. L'uso della rima e dell'allitterazione restano invariate. Fa la sua prima comparsa nell'anonimo Hafgerðingadrápa di cui sopravvivono solo quattro versi. Risale al 985.
Mínar biðk at munka reyni
meinalausan farar beina;
heiðis haldi hárar foldar
hallar dróttinn of mér stalli.
[Io chiedo al testimone dei monaci (kenning per → Dio) un viaggio sicuro; il signore del palazzo che sta in alto (altra kenning per → Dio) allunghi il ramo del falco (kenning per → mano/polso) su di me]

### Nella poesia scandinava post-medievale
Il verso allitterativo continuò ad essere usato in Islanda nella forma del ríma (pl. rímur), un poema epico scritto con il metro rímnahættir e composto da due a tre versi per strofa. La più antica ríma risale al XIV secolo ed è presente nel Flateyjarbók, ma ve ne sono altri nel Skíðaríma, Bjarkarímur e nel Lokrur.

## Kenning
I versi degli scaldi contengono a gran profusione anche il kenning, tipo di metafora prefissata trovata in moltissimi poemi del Nord Europa dell'epoca.
I kenningar sono utilizzati per fornire un'immagine standard che formi un emistichio allitterante, in modo da rispondere ai requisiti del dróttkvætt; tuttavia le richieste tecniche maggiori del verso scaldico sono che i kenningar siano ripetuti e mescolati per creare fraseggi astuti e giochi di parole.
Tali immagini possono diventare a volte ermetiche, almeno per coloro che non riescono a cogliere l'allusione che porta il tema principale di molti di essi. 